# Adolf von Moltke

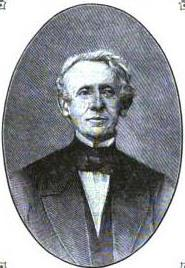
Adolf von Moltke

Adolf von Moltke, auch Adolph von Moltke, vollständig Bernhard Adolf Erdmann Georg von Moltke (* 8. April 1804 in Lübeck; † 7. April 1871 in Lugano) war ein deutscher Verwaltungsjurist in dänischen und preußischen Diensten; er war der letzte Administrator der Grafschaft Rantzau und der erste Landrat des Kreises Pinneberg.

## Herkunft
Adolf von Moltke stammte aus dem mecklenburgischen Adelsgeschlecht von Moltke. Er war der mittlere Sohn des späteren dänischen Generalleutnants Friedrich Philipp Victor von Moltke (1768–1845) und dessen aus Lübeck stammender Ehefrau Henriette Sophie, geborene Paschen (1776–1837). 1801 bis 1803 lebte die Familie auf Gut Gnewitz und zog dann nach Lübeck, wo Adolf geboren wurde. Nachdem der Vater 1806 in den dänischen Militärdienst getreten war, zog die Familie nach Dänemark. Der spätere preußische Generalstabschef Helmuth Karl Bernhard (1800–1891) war sein älterer und der spätere Regierungsrat Louis von Moltke (1805–1889) sein jüngerer Bruder.

## Leben
In seiner Jugend galt er als „ein schwächlicher Knabe mit zarten Gesichtszügen“; er hatte zeitlebens mit gesundheitlichen Problemen zu kämpfen.
Er studierte Rechtswissenschaften an der Universität Berlin und ab Sommersemester 1825 an der Universität Heidelberg.

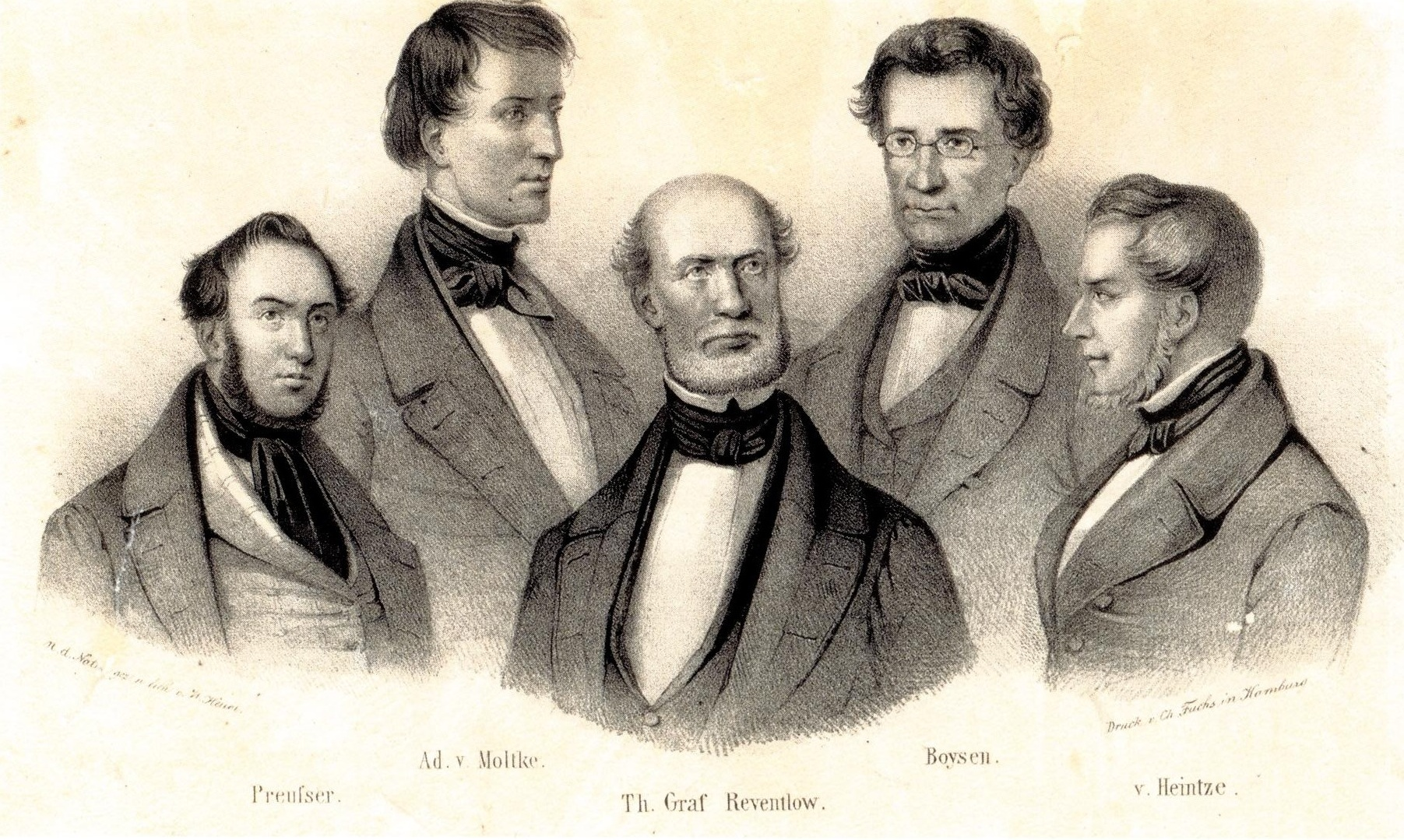
Moltke (2. v. l.) als Mitglied der Gemeinsamen Regierung 1848

1828 bestand er das juristische Amtsexamen vor dem Obergericht Gottorf. 1829 wurde er Sekretär beim Landdrosten in Pinneberg, 1834 Bureauchef bei der schleswig-holsteinischen Regierung in Gottorf und 1836 Rat am Obergericht für Holstein in Glückstadt. 1843 kam er als Deputierter der Schleswig-Holstein-Lauenburgischen Kanzlei nach Kopenhagen.
1848 war er Abgeordneter der Schleswig-Holsteinischen Landesversammlung. Nach dem Vertrag von Malmö (1848) wurde er in die Gemeinsame Regierung (Schleswig-Holstein) berufen.
1849 wurde er Administrator der Grafschaft Rantzau und Intendant der mit ihr administrativ verbundenen Herrschaften Herzhorn, Sommerland und Grönland(heute Ortsteil von Sommerland). Er bezog mit seiner Familie als Amtssitz das Schloss Rantzau  auf der Schlossinsel (Barmstedt). Während der Bundesexekution gegen die Herzogtümer Holstein und Lauenburg von 1863 blieb er im Amt.
Bei der Neuordnung der Verwaltung nach dem Herrschaftswechsel in Folge des Deutsch-Dänischen Krieges 1864 und des Deutschen Krieges 1866 wurde die Grafschaft Rantzau  mit der Herrschaft Pinneberg sowie den Güterbezirken Haseldorf, Haselau, Flottbek, Seestermühe und dem Klosterbezirk Uetersen 1867 zum neuen Kreis Pinneberg zusammengelegt. Wohl nicht ganz ohne Zutun seines Bruders erhielt Adolf von Moltke die Ernennung zum ersten preußischen Landrat des Kreises Pinneberg. Neuer Amts- und Wohnsitz wurde die Drostei (Pinneberg).

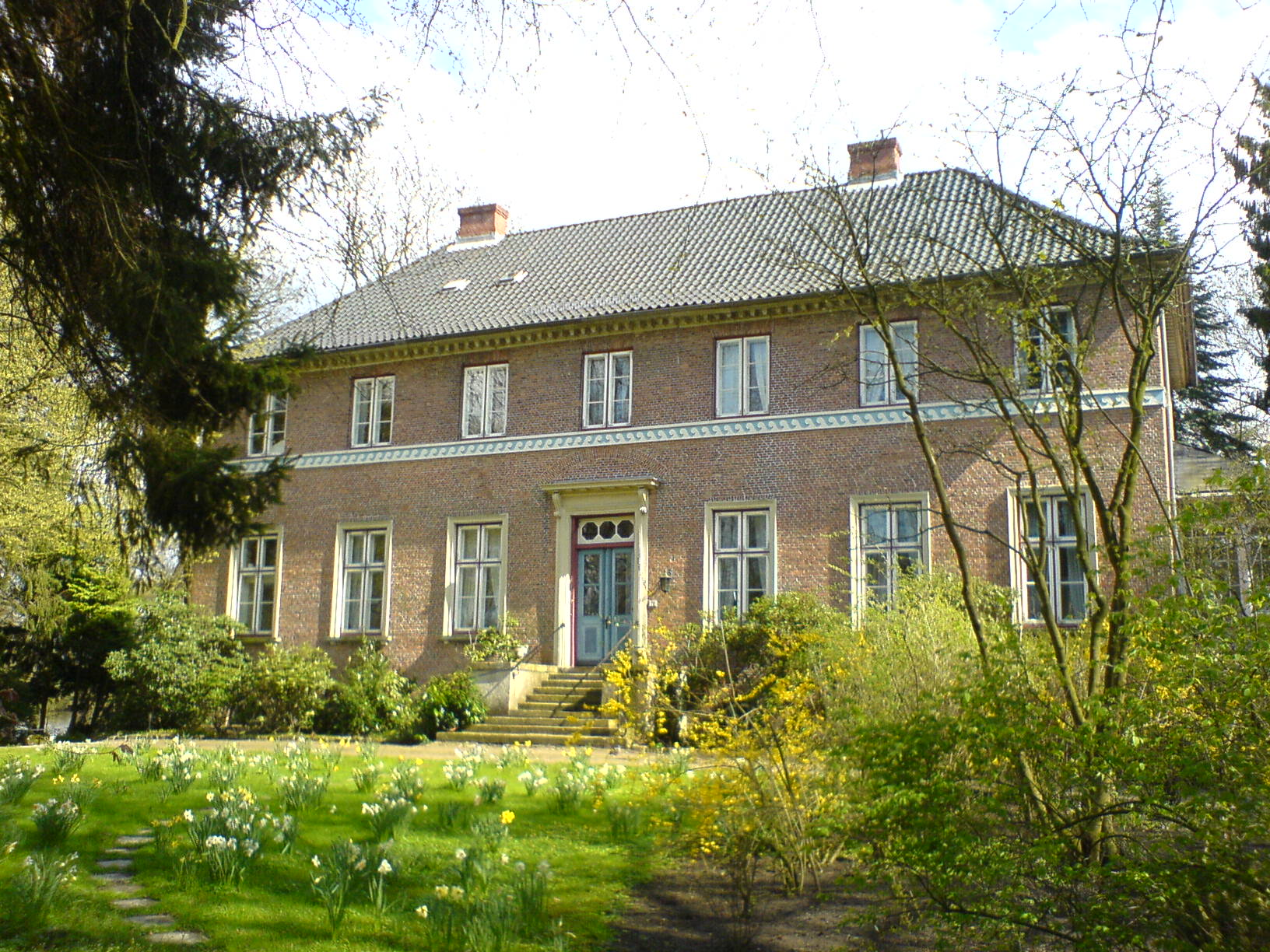
Schloss Rantzau in Barmstedt, Amts- und Wohnsitz von 1849 bis 1868
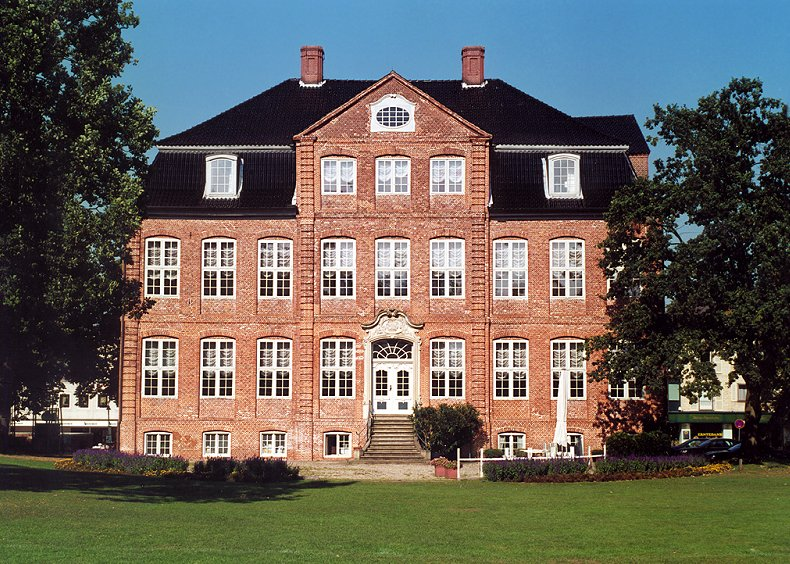
Drostei Pinneberg, Amts- und Wohnsitz von 1868 bis 1870
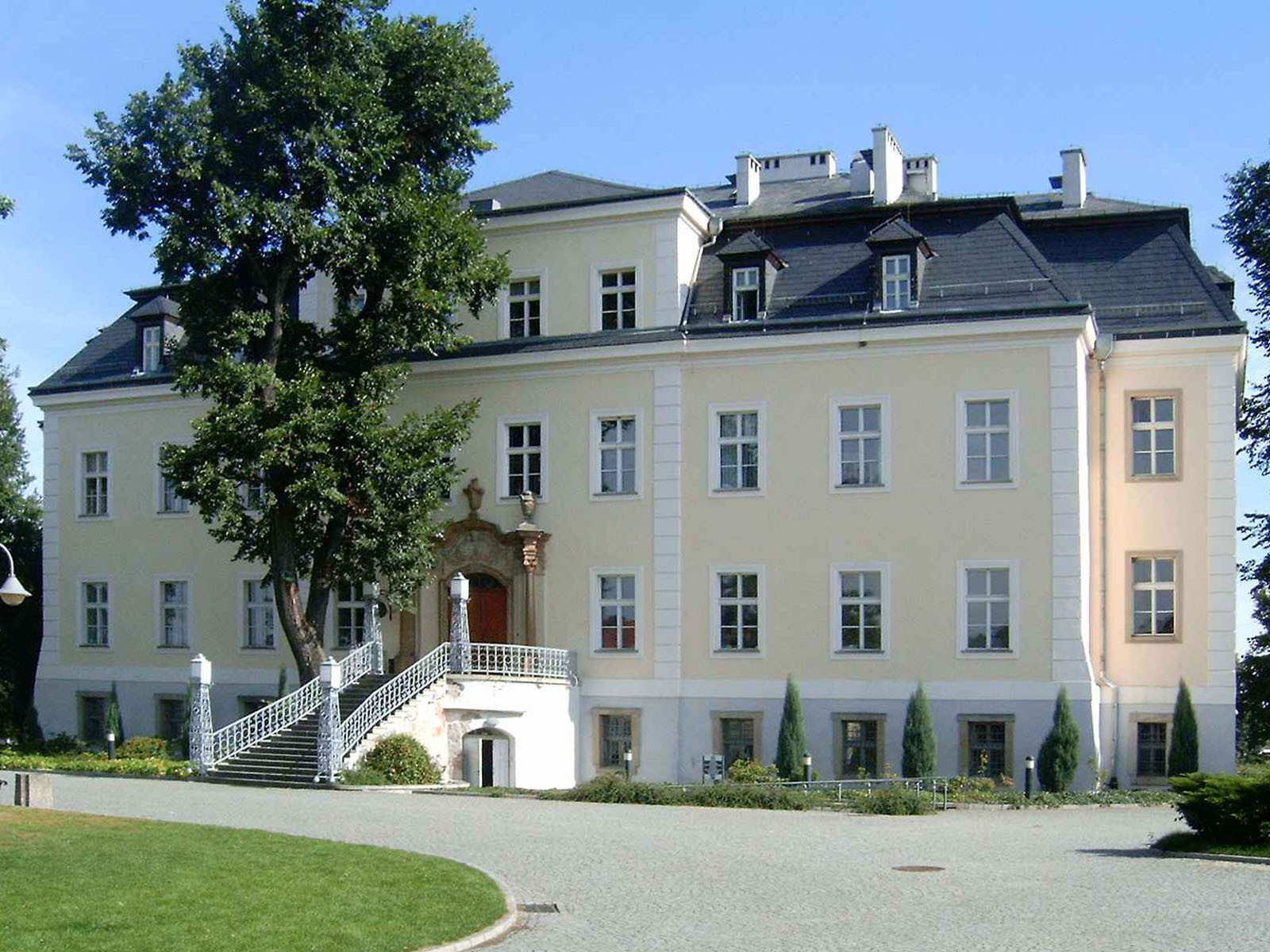
Schloss Kreisau

Zum 1. Juni 1870 trat er in den Ruhestand. Der Plan, zu seinem Bruder auf dessen Gut Kreisau zu ziehen und es zum gemeinsamen Altersruhesitz zu machen, wurde nur in Anfängen verwirklicht, da Adolf von Moltke schon im Frühjahr 1871 während einer Erholungsreise in Lugano starb. Er wurde auf dem Neuen Friedhof in Barmstedt begraben. Seine Witwe zog nach Kreisau und lebte dort noch 30 Jahre. Der älteste Sohn wurde Erbe seines Onkels, des kinderlosen Generalfeldmarschalls.

## Familie
Adolf von Moltke war seit 1836 verheiratet mit Adolfine Doris Auguste (1814–1902), geb. von Krohn, einer Tochter des August von Krohn. Das Paar hatte außer zwei Töchtern, die früh starben, die Söhne:
- Wilhelm Joseph Bernhard Friedrich Adolf von Moltke (1845–1905), ab 1891: Graf von Moltke, erbt Kreisau, Großvater von Helmuth James Graf von Moltke ⚭ Ella von Bethusy-Huc (* 31. August 1856; † 30. Dezember 1924), Tochter des Eduard Georg von Bethusy-Huc
- Helmuth Johannes Ludwig von Moltke (1848–1916), der jüngere Moltke, preußischer Generaloberst
- Friedrich von Moltke (1852–1927), preußischer Staats- und Innenminister, Vater des Hans-Adolf von Moltke
- Ludwig Karl John von Moltke (1854– )

und dessen Zwillingsschwester
- (Anna) Maria (Petrea) (* 1. Juli 1854; † 10. Juli 1924) ⚭ Eugen von Kulmiz (* 5. Juni 1850; † 8. März 1925), (lda- und Marienhütte, Kreis Striegau, Bruder des Paul von Kulmiz)[3] Schwiegermutter des Friedrich von Winterfeld

## Auszeichnungen
- 1845 Dannebrogorden, Ritter
- 1847 Titel Kammerherr
- 1859 Dannebrogsmann
- 1870 Königlicher Kronen-Orden (Preußen) 2. Klasse[4]